# 拉尔斯·赫恩奎斯特
拉尔斯·埃里克·赫恩奎斯特（英語：Lars Eric Hernquist，1954年12月14日—），美国理论天体物理学家，哈佛－史密松天体物理中心天体物理学马林克罗特教授。因对宇宙学和星系形成和演化中的动力学过程的研究而知名。

## 学术贡献
赫恩奎斯特的研究涉及星系动力学和并合驱动模型对星系演化的影响。他通过模拟星系并合以证明生成的星系具有预期的外观和形态。他定义了“赫恩奎斯特轮廓”，星系中暗物质分布的解析表达式。
赫恩奎斯特的研究需要巨大的计算量，需要使用世界最大的超级计算机之一。